# Сиска, Катрин
Ка́трин Си́ска (эст. Katrin Siska; 10 декабря 1983, Таллин, Эстонская ССР, СССР) — эстонская певица, участница эстонской поп-рок-группы «Vanilla Ninja», политический деятель.

## Биография
Катрин Сиска родилась 10 декабря 1983 года в Таллине в семье Томаса Сиска (эстонец) и Елены Базаровой (русская). Имеет сестру — Трийн Кэтлин. В семь лет начала играть на фортепиано. Во время учёбы в школе участвовала в хоре. Окончила Таллинскую 21-ю школу.
Одновременно с музыкальном творчеством Катрин изучала финансы и бухгалтерский учёт в Таллинской школе экономики, а также международные отношения и дипломатию в Таллинском институте, но из-за напряжённого графика гастролей была вынуждена взять академический отпуск. После переезда обратно в Эстонию с Vanilla Ninja из Германии в 2006 году она вернулась в университет Audentese — там она изучала международное право, но из-за юридических проблем у группы была вынуждена перевестись на юриспруденцию, который она окончила в 2012 году.

## Карьера

### Музыкальная карьера
Музыкальная карьера Катрин Сиска полностью связана с группой Vanilla Ninja, в которой она участвовала с 2002 года. В 2003 году был выпущен первый одноимённый альбом группы, в некоторых песнях которого Сиска была заявлена как вокалист и соавтор текстов. Вместе со своей коллегой Пирет Ярвис Сиска дала несколько интервью известному в Прибалтике телеканалу MTV Baltic, как от имени группы, так и о своей деятельности в группе и вне её. В 2010 году дала несколько интервью по поводу конфликта между участницами группы и нового владельца лейбла.

#### Карьера музыкального менеджера
В мае 2012 года Катрин Сиска стала менеджером Яны Каск, известной благодаря своей победе во втором сезоне Eesti otsib superstaari. Она стала выступать под псевдонимом Miss Jillion, под которым девушки создали несколько хитов Но в августе 2012 года между ними произошёл конфликт из-за разногласий и их творческий союз распался..
В конце ноября 2012 года Сиска стала менеджером Артёма Савицкого, занявшего второе место в 5 сезоне конкурсе Eesti otsib superstaari (с эст. — «Эстония ищет суперзвезду»).

### Модельная деятельность
Во время своего турне по Европе Катрин Сиска участвовала в качестве модели для рекламы автомобилей, журналов (таких, как FHM) и других кампаний. После возвращения в Эстонию несколько раз участвовала в проходах в некоторых эстонских показах мод (например в Fashion Fusion).

### Работа на телевидении
Являлась одной из ведущих на телеканале ZTV, ведущей на телеканале TV3 программ «Pärlipeegel» и «Nurgakivi» (2006). Летом 2008 Катрин стала модератором эстонского телевизионного шоу «Navigare».

### Общественная и политическая деятельность
Зимой 2008 начала работать в Таллинской городской канцелярии в качестве референта (докладчика), задача которого заключалась в сборе информации для членов города по вопросам культуры, спорта и молодёжной политики.
В августе 2009 года Катрин Сиска вступила в члены Центристской партии Эстонии. Вскоре после вступления появились слухи о её любовных отношениях с мэром Таллина Эдгаром Саависаром.
В 2011 году Сиска баллотировалась от партии в парламент Эстонии, но набрав 250 голосов не была избрана.
В августе 2011 года Катрин Сиска высказалась о бессмысленности перехода Эстонией на евро.
29 сентября 2011 года Сиска организовала пикет у здания правительства Эстонии против роста цен.

#### Работа на посту директора культурного центра
В марте 2010 года, после победы в конкурсе на должность директора, начала работать в культурном центре «Линдакиви» (эст. Lindakivi), сменив на этом посту Игоря Седашова, находившегося в должности с 2007 года и ушедшего по собственному желанию Размер зарплаты не был разглашён. Сразу после вступления в должность Катрин активно начала работать и провела несколько культурных мероприятий. Основной своей задачей Катрин считает повышение привлекательности культурного центра..
В 2010 году в журнал Kroonika опубликовал статью, осуждавшую Катрин в том, что она издевается над пожилыми людьми, запретив им бесплатно смотреть кино в культурном центре «Линдакиви». Сама Сиска назвала статью клеветнической, обвинив в её появлении Анну-Марию Галоян.
В 2011 году в культурном центре «Линдакиви» прошла выставка работ художника Юхана Родрика, посвящённая Катрин Сиска. На выставке было представлено несколько десятков картин с изображением Сиска. Объясняя тематику работ, художник, для которого это была четвёртая выставка в «Линдакиви», признался в благодарности директору центра, сыгравшей важную роль в становлении его карьеры.
В феврале 2014 года Катрин Сиска ушла в декретный отпуск по уходу за своим первенцем, на посту директора её сменил Марко Лыхмус.

## Личная жизнь
В 2007 году Катрин Сиска познакомилась с бизнесменом Кристьяном Вариком, к которому она переехала жить в феврале 2008 года. 20 июля 2013 года у неё родился сын.

### Хобби
Катрин любит экстремальные виды спорта и большие автомобили, занимается хатха-йогой каждое утро, любит путешествовать, фотографировать, сочинять музыку, увлекается модой, несколько раз пробовала себя в роли диджея.